# Vu Cseng-jing
Vu Cseng-jing (Wu Chengying) (egyszerűsített kínai: 吴承瑛, pinjin, hangsúlyjelekkel: Wú Chéngyīng; Sanghaj, 1975. április 21. – ) kínai válogatott labdarúgó.

## Pályafutása

### Klubcsapatokban
1994 és 2002 között a Sanghaj Senhua csapatában játszott, melynek tagjaként 1995-ben a kínai bajnokságot, 1998-ban pedig a kínai kupát nyerte meg. 2003 és 2006 között a Sanghaj International játékosa volt. 

### A válogatottban
1996 és 2002 között 52 alkalommal játszott a kínai válogatottban és 2 gólt szerzett. Részt vett a 2002-es világbajnokságon, ahol a Costa Rica, a Brazília és a Törökország elleni csoportmérkőzésén kezdőként lépett pályára.

## Sikerei, díjai
Sanghaj Senhua
- Kínai bajnok (1): 1995
- Kínai kupagyőztes (1): 1998